# HiGE
髭（ひげ）は、日本のロックバンド。バンド名は「HiGE」または「髭」と表記される。
ツインギター＆ツインドラム＆ベースという独特のメンバー構成。須藤寿曰く、「似ているアーティストを挙げるならオーストラリア出身のザ・ヴァインズだ」と語っている。
須藤寿のソロプロジェクトについては「須藤寿 GATALI ACOUSTIC SET」を参照のこと。

## メンバー
- 須藤寿（すとう ひさし、本名：須藤寿史、1977年2月28日 - ）ボーカル・ギター
  - 茨城県水戸市出身。自身のソロプロジェクト須藤寿 GATALI ACOUSTIC SETではボーカルを務めている。マイクには花（造花、たまに生花）が飾られている。

- 斉藤祐樹（さいとう ゆうき、1976年10月28日 - ）ギター・ピアノ
  - 新潟県出身。千葉県野田市育ち。ポケットティッシュを常備している為「ちり紙王子」と呼ばれる。

- 佐藤"コテイスイ"康一（さとう コテイスイ こういち、1972年10月30日 - ）パーカッション・ドラムス
  - 埼玉県出身。髭にはサポートメンバーとして参加し始め、07年9月ごろ、公式HPなどからの発表も特になくひっそりと正式メンバーに加入。一部の曲では拡声器を持って前に出てくるなど、他メンバーと比べてアクションが目立つ。2019年2月25日～2020年2月24日までの一年間は、「FESTIVAL OUT×髭」MUSIC VIDEO制作企画のクラウドファンディングのリターンアイテム「コテイスイの名称変更いたします権」によって、佐藤"ミミック"康一（さとう ミミック こういち）に名前が変更されていた。[1]

### 元メンバー
- 川崎"フィリポ"裕利（かわさき フィリポ ひろとし、1976年9月29日 - ）ドラムス・パーカッション
  - 茨城県勝田市（現ひたちなか市）出身。ライブでのポジションは右手奥。
  - 2014年2月28日 脱退。

- 會田"アイゴン"茂一（あいだ アイゴン しげかず、1968年12月4日 - ）ギター
  - 2006年「PEANUTS FOREVER」からいくつかの作品のプロデューサーとして参加。2010年3月加入。
  - 2013年12月13日 勇退。

- 宮川トモユキ（みやかわ トモユキ、本名：宮川智之、1977年2月12日 - ）ベース
  - 茨城県水戸市出身。黒木渚のサポートベースを務めている。曲によってピック弾きと指弾きを使い分ける。
  - 2024年12月24日 脱退。[2]

## サポートメンバー
- 佐藤謙介（さとう けんすけ、1988年03月10日 - ）ドラムス

2013年「QUEENS, DANKE SCHON PAPA!」から2019年11～12月の「Samp Tour」まで参加。2020年1月21日に髭公式よりサポートの終了が発表された。 元 踊ってばかりの国メンバー。パスピエ、井乃頭蓄音団、paioniaのサポートドラムを務める。
- 中込陽大（gomes）（なかごめ ようた（ゴメス）、1984年12月06日 - ）キーボード・ギター

2014年3月～2015年12月まで参加。その後も2016年5月の『CLUB JASON』、2019年1月・8月の『Ballade Party Mustache』に参加。須藤寿のソロプロジェクト須藤寿 GATALI ACOUSTIC SETでもキーボードを務めている。FABのボーカル及びキーボードを務めるほか、GLIM SPANKY、WUJA BIN BINのサポートキーボードを務める。
- 藤田勇（ふじた いさむ、1972年08月15日 - ）ドラムス

2019年7月20日の『夏ノ陣 2019 RETURN TO NATURAL』に参加。2020年1月21日に髭公式より2020年からのサポート参加が発表された。 MO'SOME TONEBENDERのドラム及びギター、ART-SCHOOLのサポートドラムを務める。
- 稲葉航大（いなば こうだい、1993年5月27日 - ）ベース

2025年6月28日～7月4日の『reBoo!』ツアーに参加。2025年6月19日にX髭公式アカウントより『reBoo!』ツアーへのサポート参加が発表された。Helsinki Lambda Clubのベース、South Penguinのサポートベースを務める。

## 概要
斉藤、宮川が大学の音楽サークルで前身となるバンドを組む。その後ヴォーカル、ドラムが脱退したため、宮川が幼馴染みである須藤をヴォーカルに誘う。さらに須藤の知り合いであった川崎がドラムとして加入し、四人で下北沢、渋谷界隈でライヴ活動を行う。
2003年7月、3rd Stone Recordsよりミニアルバム「LOVE LOVE LOVE」でインディーズデビュー。そのころから佐藤がライブに参加するようになり、以後、現在のツインドラムの構成となる。
2005年5月、ビクターエンタテインメントSPEEDSTAR RECORDSよりアルバム「Thank you, Beatles」でメジャーデビュー。音楽雑誌などのメディアからは「60年代のロックの王道サウンドに90年代のグランジ要素が絡み合った唯一無比で絶妙な音楽」と絶賛される。
「髭」というバンド名は2000年ごろ、後から加入してきた須藤が前身のバンド名（横文字）が気に入らず、現在の「髭」に変更した。「髭」にした理由は、「漢字の形が格好いいから」などの発言があるが真偽はさだかではない。
初期の頃はニルヴァーナ等のグランジの影響がみられる曲が多々あったが、ここ最近ではサイケデリック・ロックに傾倒している。

## ディスコグラフィー

### 配信限定シングル
- ツァラトゥストラ (2013年2月5日)
- きみの世界に花束を (2018年8月8日)
- 病ム！病ム！ (2020年8月26日)
- Morning Faces (2020年9月9日)
- パンケーキの気持ち (2020年9月23日)
- MINT (2020年10月14日)
- Surfin'JPN (2020年10月28日)
- GIZMO (2020年10月28日)
- WEINHAUS (2021年04月21日)
- Oh Baby (2021年5月19日)
- それくらいのこと (2021年9月22日)
- so sweet (2021年10月20日)
- UGOKE (2022年09月21日)
- パンデミック (2022年12月21日)

### 配信限定アルバム
- I Love Rock n' Roll Tour Final 06-01-13 (2006年3月8日)

1. アメニウタエバ
2. 髭は赤、ベートーヴェンは黒
3. ブラームスの子守唄
4. ママ's理論
5. せってん
6. 1mg
7. ダーティーな世界（Put your head）
8. ギルティーは罪な奴
9. 僕らのさいご
10. Acoustic

- PEANUTS FOREVER Tour Final 07-01-08 (2007年3月19日)

1. ネアンデルタールPunks Fuck Off !
2. ヒサシ.カリメロ
3. 王様はロバのいうとおり
4. Good Feelin'
5. ハートに火をつけて
6. ランチ
7. ブラッディ・マリー、気をつけろ！
8. ロックンロールと五人の囚人
9. ドーナツに死す
10. ハートのキング

- Chaos in Apple Tour Final 07-12-20 (2008年3月22日)

1. OPENING
2. 寄生虫×ベイビー×ゴー！
3. ハリキリ坊やのブリティッシュ・ジョーク
4. 黒にそめろ
5. イギー・ポップによろしく
6. MR.アメリカ
7. なんとなくベストフレンド
8. ワンモアタイム ワンモアチャンス
9. マヌケなクインテット
10. 電波にのって

- すげー!すげー!すげー! Live at LIQUIDROOM (2017年10月11日)

1. もっとすげーすげー
2. ヘルシンキ
3. S.O.D.A.
4. TOMATO
5. スターマイン
6. CLASH! LAOCHU!
7. ユーは13?14?
8. DEVIL'S ODD EYE
9. あうん
10. U4

### 参加作品
| 発売日         | タイトル                                                                    | 規格品番                         | 収録曲                                                                            | 備考              |
| -------------- | --------------------------------------------------------------------------- | -------------------------------- | --------------------------------------------------------------------------------- | ----------------- |
| 2004年5月12日  | HEDWIG AND THE ANGRYINCH                                                    | CTCR-14349                       | 10.FREAKS                                                                         | cutting edge      |
| 2004年6月2日   | 髭・アナログフィッシュ・tobaccojuice「カウボーイ」                          | FZCA-1005                        | 2.ココロとカラダ、日曜日 5.夢の話をしましょうか                                   | RYOW-KEN RECORDS  |
| 2004年6月23日  | 櫻井敦司「愛の惑星」                                                        | VICL-61419                       | 5.Wonderful World - 作曲：須藤寿、編曲：髭（HiGE）                                | ハッピーハウス    |
| 2006年5月10日  | ニルヴァーナトリビュート「ALL APOLOGIES」                                   | UPCH-1489                        | 4.Sentless Apprentice                                                             | UNIVERSAL J       |
| 2006年06月14日 | ROCK is LOFT : SHINJUKU LOFT 30th ANNIVERSARY                               | VICL-61931                       | DISC2-13.ダーティーな世界(Put your head)                                          | SPEEDSTAR         |
| 2006年7月5日   | オムニバス「ASIAN KUNG-FU GENERATION presents NANO-MUGEN COMPILATION 2006」 | KSCL-998                         | 6.ダーティーな世界(Put your head)                                                 | Ki/oon Music Inc. |
| 2007年2月17日  | サウンドトラック「キャプテントキオ -SOUND AND MUSIC ALBUM-」                | VICL-62249                       | 15.悪たれ小僧 ※頭脳警察のカバー 19.ドーナツに死す ※映画『キャプテントキオ』主題歌 | SPEEDSTAR         |
| 2007年11月08日 | ハンマーソングス〜SPEEDSTAR RECORDS 15th ANNIV.COMPILATION〜                | VICL-62570                       | 4.ロックンロールと五人の囚                                                        | SPEEDSTAR         |
| 2010年01月27日 | NO MUSIC, NO LIFE. SONGS                                                    | RZCD-46471 RZCD-46473 RZC1-46475 | DISC1-2.Are you ハッピー?? 〜NO MUSIC, NO LIFE.〜                                 | rhythm zone       |
| 2011年06月22日 | Getting Better 15th Anniversary presents Getting Roll〜Rock Anthem Mix〜    | VICL-63757                       | 22.テキーラ!テキーラ!                                                             | SPEEDSTAR         |
| 2011年11月23日 | 髭×在日ファンク「We are HiGE! / におい将軍」                                | TRJC-1002                        | 1.We are HiGE! 2.チョコレート・デモクラシー                                       | TOWER RECORDS     |
| 2012年01月12日 | 声に出して。                                                                | FKSR-1002                        | 2.サンシャイン                                                                    | Fukushima Records |
| 2012年02月22日 | カノジョは嘘を愛しすぎてる MIX TAPE VOL,1                                   | BVCL-214                         | 9.テキーラ!テキーラ!                                                              | Ariola            |
| 2013年03月27日 | 幕末義人伝 浪漫 BGM&SONGS                                                   | COCX-37900                       | 44.ツァラトゥストラ (テレビサイズ)                                                | Columbia          |
| 2013年03月27日 | TWO DAYS OFF                                                                | COCP-37941                       | 1.それではみなさん良い旅を!                                                       | Columbia          |
| 2014年02月26日 | ROCK AND SYMPATHY -tribute to the pillows-                                  | AVCD-38831                       | 13.ストレンジ カメレオン                                                          | avex trax         |
| 2015年11月25日 | WARIKAN                                                                     | BZCS-5030                        | 3.ボニー&クライド                                                                 | ROCKBELL records  |

## ミュージックビデオ
| 監督               | 曲名 |
| ------------------ | --- |
| 飯嶋和良           | 「We are HiGE! 〜モンスターロック STUDIO LIVE Ver.〜」 |
| 池田剛             | 「ドーナツに死す」 |
| 稲葉まり           | 「Electric -Radio Edit-」 |
| 川口潤             | 「サンシャイン」「ブラッディ・マリー、気をつけろ!」「なんて素敵でいびつ」「闇をひとつまみ」「下衆爆弾 from DVD「HiGE LIVE in Tokyo Coast 2009」」「もっとすげーすげー」 |
| 斉藤祐樹           | 「ないものねだり」 |
| サイトウユウスケ   | 「GIZMO」 |
| 坂井治             | 「髭よさらば」 |
| 島田大介           | 「ダーティーな世界 (Put your head)」「髭は赤、ベートーヴェンは黒(2005/5/21)」                                                                                           |
| 須藤中也           | 「ジョゼ」「S.S.」 |
| スミス             | 「テキーラ!テキーラ!」 |
| 長添雅嗣           | 「とても愉快なテオドアの世界」「ボニー&クライド」「ロックンロールと五人の囚人」「黒にそめろ」「夢でさよなら」「溺れる猿が藁をもつかむ」                                 |
| 中村佳代           | 「青空」 |
| ピンクじゃなくても | 「きみの世界に花束を」 |
| 福居英晃           | 「D.I.Y.H.i.G.E.」 |
| 山口保幸           | 「それではみなさん良い旅を！」「ロックナンバー 〜NO MUSIC,NO LIFE.〜」                                                                                                  |
| 吉野達哉           | 「ココロとカラダ、日曜日」「化けの皮はがしましょう」「髭は赤、ベートーヴェンは黒」                                                                                      |
| 渡辺一志           | 「ドーナツに死す from「キャプテントキオ -SOUND AND MUSIC ALBUM」」 |

## 主なライブ

### ワンマンライブ・主催イベント
- 2007年 - HiGE 2007“Bonnie and Clyde”ON SUMMER CIRCUIT!!!
- 2007年〜2008年 - HiGE 2007 “Chaos in Apple TOUR”
- 2008年 - Chaos in Apple TOUR 追加公演
- 2008年 - フジファブリック×髭（HiGE）東名阪スプリット・ツアー
- 2009年 - D.I.Y.H.i.G.E.Tour
- 2010年〜2011年 - HiGE 2010 "サンシャイン " TOUR
- 2011年 - HiGE2011「TRAVEL IN WONDERLAND」
- 2011年 - 野音ちゃん
- 2011年 - BACK TO THE FUTURE
- 2012年 - 髭 2012『それではみなさん良い旅を!』TOUR
- 2012年01月13日・04月13日・07月13日 - CLUB JASON
- 2013年04月07日 - 髭「QUEENS, DANKE SCHÖN PAPA!」発売記念インストアライブ
- 2013年04月10日〜22日 - 髭2013 『QUEENS × PAPA!』
w/アルカラ/撃鉄/東京カランコロン
- 2013年05月11日〜06月28日 - 髭2013「QUEENS, DANKE SCHÖN PAPA!」TOUR
- 2013年09月13日・12月13日 - CLUB JASON in "DECADE"
- 2014年01月18日・25日 - Party Mustache2014 in "DECADE"
- 2014年02月24日 - Countdown to 37 〜37,I'm on the way!!〜"DECADEアンケートDAY"
- 2014年02月25日 - Countdown to 37 〜37,I'm on the way!!〜"アンプラグドDAY"
- 2014年02月26日 - Countdown to 37 〜37,I'm on the way!!〜"インディーズDAY"
- 2014年02月27日 - Countdown to 37 〜37,I'm on the way!!〜"須藤寿&フルカワユタカ生誕前夜祭"
- 2014年02月28日 - Countdown to 37 〜37,I'm on the way!!〜"須藤寿生誕祭&フィリポ・ファイナル"
- 2014年04月04日 - HiGE Raspberry Award! in "DECADE"
- 2014年04月28日・29日 - HiGE with in "DECADE"
w/きのこ帝国
- 2014年06月26日〜07月18日 - The First Half of "DECADE"
- 2014年10月05日〜2015年02月01日 - 素敵な闇TOUR
- 2015年02月13日 - CLUB JASON 2015 in OSAKA/Party Mustache 2015 in OSAKA
- 2015年03月13日 - CLUB JASON 2015 in TOKYO/Party Mustache 2015 in TOKYO
- 2015年04月18日 - HiGE Golden Raspberry Award 2015
- 2015年10月21日 - 「ねむらない」リリース記念 ライブ
- 2015年11月03日〜12月09日 - 「ねむらない」TOUR（7公演）
- 2015年11月13日 - CLUB JASON（横浜公演）
- 2016年01月16日 - Party Mustache（東京公演）
- 2016年03月25日 - Golden Raspberry Award 2016
- 2016年05月13日 - 『CLUB JASON』&『Party Mustache』大阪公演
- 2016年05月26日 - UNIT2016MayJunJul 『Desperado』
- 2016年06月30日・07月31日 - UNIT2016MayJunJul『with』
w/D.A.N./夜の本気ダンス
- 2016年09月22日〜11月27日 - 「YAYAYAYAYA」TOUR（12公演）
- 2017年03月18日～04月01日 - 「Golden Raspberry Award 2017」TOUR（3公演）
- 2017年05月23日 - ぷれ・すげーツアー
- 2017年05月27日～07月08日 - すげーツアー（8公演）
- 2017年10月13日～11月29日 - すげー2マン（6公演）
w/the pillows/Helsinki Lambda Club/Homecomings/OGRE YOU ASSHOLE/80KIDZ/シャムキャッツ
- 2018年01月08日 - Party Mustache（ゲストDJ:會田"アイゴン"茂一/石毛輝）
- 2018年03月18日・23日 -『LOVE³(×H!MF)』（アルバム「LOVE LOVE LOVE」「Hello! My Friends」完全再現LIVE）
- 2018年06月01日～07日 -『髭と夜の本気ダンスがやります。』（3公演）
w/夜の本気ダンス
- 2018年08月08日 - HiGENOHi
w/the pillows
- 2018年09月26日 - STRAWBERRY ANNIVERSARY -Release Party-
- 2018年10月20日～11月23日 - STRAWBERRY ANNIVERSARY TOUR（9公演）
- 2019年01月14日 - Party Mustache（Ballade Party Mustache）
- 2019年03月30日～04月20日 -『髭“SWEET SIXTEEN”presents 16人いる！』（3公演）
w/ART-SCHOOL/THE LITTLE BLACK/Tempalay
- 2019年05月19日、06月02日・07日 - 再現[Thank You, Beatles & I Love Rock n'Roll編]（アルバム「Thank You, Beatles」「I Love Rock n'Roll」完全再現LIVE）
- 2019年08月08日 - HiGENOHi (Ballade Party Mustache)
- 2019年09月28日～10月09日 -『髭と夜の本気ダンスがやります。2』（3公演）
w/夜の本気ダンス
- 2019年11月30日～12月25日 - Samp Tour（7公演）
- 2020年01月26日・02月09日 - HiGE Golden Raspberry Award 2020（2公演）
- 2020年03月20日 - Ballade Party Mustache
- 2020年09月10日 - LiVE STRM HiGE（無観客生配信ライブ）
- 2020年12月03日 - LiVE STRM HiGE - ZOZQ -（有観客生配信ライブ）
- 2021年03月25日～04月11日 -「WEINHAUS」TOUR（3公演）
- 2021年04月10日 -「LiVE STRM HiGE-WEINHAUS-TOUR」（「WEINHAUS」TOUR 京都磔磔での有観客生配信ライブ）
- 2021年06月19日～07月04日 - 再現[BATTLE OF MY GENERATION & PEANUTS FOREVER編](アルバム「BATTLE OF MY GENERATION」「PEANUTS FOREVER」完全再現LIVE)（4会場5公演）
- 2021年08月08日 - HiGENOHi（バックステージ・パッケージまたは通常ライブチケットの2種類のチケットを販売）
- 2021年10月13日 - SHELTER 30th Anniversary Look back on THE 1991-2021
- 2021年11月07日 - HiGTaK（有観客生配信ライブ）
- 2021年11月27日～12月11日 - HiGNOTIQE+ZOZQ tour（4会場6公演）
- 2022年02月19日～02月20日 -『2022 Opening Flag』（2公演）
w/Helsinki Lambda Club/ドミコ
- 2022年04月28日 - UGOKE eins（約1時間のInstagram Live配信も行われた）
- 2022年05月26日 - UGOKE zwei（約1時間のInstagram Live配信も行われた）
- 2022年06月23日～07月02日 - 再現[Chaos in Apple & D.I.Y.H.i.G.E.編](アルバム「Chaos in Apple」「D.I.Y.H.i.G.E」完全再現LIVE)（4公演）
- 2022年08月25日 - UGOKE zwei einhalb
- 2022年09月08日～12月22日 -『アイタイシタイ』（5公演）(2マンイベント)
w/the pillows/BROTHER SUN SISTER MOON/MONO NO AWARE/paionia/踊ってばかりの国
- 2022年09月24日 - UGOKE drei（有観客生配信ライブ）
- 2023年01月13日 - 髭 20th Anniversary "成人式"
- 2023年04月01日 - Golden Raspberry Award 2023
- 2023年05月20日～06月04日 - 再現[サンシャイン & TEQUILA! TEQUILA! the BEST編](アルバム「サンシャイン」「TEQUILA! TEQUILA! the BEST」再現LIVE)（4公演）
- 2023年07月09日 -『(4+1)×4＝XX』（出演…髭、藤田勇、川崎"フィリポ"裕利、會田茂一、佐藤謙介、中込陽大）
- 2023年08月08日～10月27日 -『AITAI-shitai』（4公演）(2マンイベント)
w/ART-SCHOOL/夜の本気ダンス/DOPING PANDA/Helsinki Lambda Club
- 2023年11月18日～12月16日 - 髭 20th Anniversary「XX」ツアー（6公演）
- 2024年04月04日 - HiGTaK（京都磔磔50周年記念ライブ。生配信も行われた）
- 2024年04月14日～12月14日 - TIKA (下北沢SHELTERでの9か月間のMonthlyライブ)（9公演）
- 2024年09月15日～09月28日 - 再現[それではみなさん良い旅を！& QUEENS, DANKE SCHON PAPA!編](アルバム「それではみなさん良い旅を!」「QUEENS, DANKE SCHON PAPA」再現LIVE)（5公演）
- 2024年12月07日 - KATI
- 2025年06月28日～07月04日 -「reBoo!」ツアー（3公演）
- 2025年11月30日～12月14日 -「SUBDOMINANT」ツアー（3公演）

### 出演イベント
- 2004年02月25日 - サザンハリケーン 2ndミニアルバム「天才ノススメ」レコ発記念 第2弾!! 〜天才駅伝復路〜
- 2004年08月01日 - FUJI ROCK FESTIVAL '04
- 2004年09月10日 - スペースシャワー列伝 第42巻 〜楽人(うたまい)の宴〜
- 2004年10月24日 - MINAMI WHEEL 2004
- 2005年05月16日・26日 - スペースシャワー列伝 第50巻 〜酔唄紀行(ツアー)〜
- 2005年08月13日 - SUMMER SONIC 2005
- 2005年10月22日 - MINAMI WHEEL 2005
- 2005年12月31日 - COUNTDOWN JAPAN 05/06
- 2006年02月11日 - JAPAN CIRCUIT vol.30
- 2006年04月30日 - ARABAKI ROCK FEST.06
- 2006年06月11日 - RUSH BALL★8
- 2006年07月17日 - ASIAN KUNG-FU GENERATION presents NANO-MUGEN FES.2006
- 2006年08月05日 - ROCK IN JAPAN FESTIVAL 2006
- 2006年08月19日 - RISING SUN ROCK FESTIVAL 2006 in EZO
- 2006年08月27日 - RUSH BALL 2006
- 2006年12月29日 - COUNTDOWN JAPAN 06/07 -WEST-
- 2007年01月01日 - COUNTDOWN JAPAN 06/07
- 2007年03月16日・19日 - the pillows presents CHEMICAL BUMP SHOW!!
- 2007年03月24日・25日 - 怒髪天 presents デリバリー ブラッサム"熱血!九州便"
- 2007年04月29日 - ARABAKI ROCK FEST.07
- 2007年05月20日 - FM802 & SPACE SHOWER TV presents SWEET LOVE SHOWER 2007 SPRING
- 2007年07月28日 - FUJI ROCK FESTIVAL '07
- 2007年08月05日 - ROCK IN JAPAN FESTIVAL 2007
- 2007年08月18日 - RISING SUN ROCK FESTIVAL 2007 in EZO
- 2007年08月25日 - MONSTER baSH 2007
- 2007年08月26日 - Sky Jamboree 2007 〜遊び心〜
- 2007年09月01日 - SPACE SHOWER SWEET LOVE SHOWER 2007
- 2007年09月02日 - RUSH BALL 2007
- 2007年12月30日 - COUNTDOWN JAPAN 07/08 -WEST-
- 2007年12月31日 - COUNTDOWN JAPAN 07/08
- 2008年04月27日 - ARABAKI ROCK FEST.08
- 2008年05月11日 - BEA presents F-X 2008
- 2008年07月27日 - FM802 MEET THE WORLD BEAT 2008
- 2008年08月03日 - ROCK IN JAPAN FESTIVAL 2008
- 2008年08月09日・10日 - SUMMER SONIC 2008
- 2008年10月26日 - スペースシャワー列伝 第73巻 〜列伝 BIG 08〜
- 2008年12月30日 - COUNTDOWN JAPAN 08/09
- 2008年12月31日 - COUNTDOWN JAPAN 08/09 -WEST-
- 2009年04月26日 - ARABAKI ROCK FEST.09
- 2009年07月17日 - the pillows 20th Anniversary LATE BLOOMER SERIES 04 "SYNCHRONIZED TOUR"
- 2009年07月26日 - FUJI ROCK FESTIVAL '09
- 2009年08月14日 - RISING SUN ROCK FESTIVAL 2009 in EZO
- 2009年08月22日 - MONSTER baSH 2009
- 2009年08月29日 - SPACE SHOWER SWEET LOVE SHOWER 2009
- 2009年08月30日 - RUSH BALL 2009
- 2009年12月30日 - FM802 ROCK FESTIVAL RADIO CRAZY 2009
- 2010年03月10日 - FACTORY LIVE 0313
- 2010年05月01日 - ARABAKI ROCK FEST.10
- 2010年05月16日 - BEA presents F-X 2010
- 2010年05月23日 - 9mmの髭とNICOのASSHOLE
- 2010年07月17日 - JOIN ALIVE 2010
- 2010年07月21日 - 音エモン presents 『LIVE BURGER vol.3』
- 2010年08月07日 - ROCK IN JAPAN FESTIVAL 2010
- 2010年08月28日 - SPACE SHOWER SWEET LOVE SHOWER 2010 -15th ANNIVERSARY-
- 2010年12月31日 - COUNTDOWN JAPAN 10/11
- 2011年05月05日 - JAPAN JAM 2011
- 2011年05月15日 - FM802 & SPACE SHOWER TV presents SWEET LOVE SHOWER 2011 SPRING
- 2011年06月10日 - New Audiogram ver.4.1
- 2011年08月05日 - ROCK IN JAPAN FESTIVAL 2011
- 2011年08月12日 - RISING SUN ROCK FESTIVAL 2011 in EZO
- 2011年08月27日 - SPACE SHOWER SWEET LOVE SHOWER 2011
- 2011年08月28日 - ARABAKI ROCK FEST.11
- 2011年12月30日 - FM802 ROCK FESTIVAL RADIO CRAZY 2011
- 2012年02月25日 - DEVILOCK NIGHT THE FINAL
- 2012年04月28日 - ARABAKI ROCK FEST.12(「髭 × 長添雅嗣」として出演)
- 2012年05月03日 - JAPAN JAM 2012
- 2012年05月04日 - the telephones D.E.N.W.A KINGDOM TOUR
- 2012年06月02日 - ART-SCHOOL presents「KINOSHITA NIGHT 2012」
- 2012年07月04日 - AFOC presents VS tour "(LOVE IS LIKE A) SUMMERTIME BLUES The Circuit"
- 2012年07月21日 - JOIN ALIVE 2012
- 2012年08月03日 - ROCK IN JAPAN FESTIVAL 2012
- 2012年08月18日 - SUMMER SONIC 2012
- 2012年09月02日 - RUSH BALL 2012
- 2012年09月19日 - 雅-MIYAVI-×髭　ツーマン「FREAKS FREE」
- 2012年11月04日 - 大阪経済大学 大樟祭コンサート『髭』LIVE
- 2012年11月10日 - CA4LA ROCK FESTIVAL vol.2
- 2012年12月28日 - COUNTDOWN JAPAN 12/13
- 2013年01月11日 - The Mirraz 僕らはうるせー2013
- 2013年04月06日 - FACTORY LIVE 0406
- 2013年07月15日 - WHITE ASH presents "HATTRIX"
- 2013年08月22日 - SEACRET BOX BY OTODAMA「大体いつもこんな感じだぜROCK」
- 2013年08月25日 - Sky Jamboree 2013 〜one pray in nagasaki〜
- 2013年09月07日 - BAYCAMP 2013
- 2013年09月21日 - 中津川 THE SOLAR BUDOKAN 2013
- 2013年10月05日 - MEGA☆ROCKS 2013
- 2013年10月13日・14日 - a flood of circle Tour I'M FREE"AFOCの47都道府県制覇!形ないものを爆破しにいくツアー 迷わず行けよ編
- 2013年11月06日 - 髭×0.8秒と衝撃。 in "DECADE"
- 2013年12月28日 - FM802 ROCK FESTIVAL RADIO CRAZY 2013
- 2013年12月31日 - COUNTDOWN JAPAN 13/14
- 2014年01月21日・22日・24日 - ART-SCHOOL presents「KINOSHITA NIGHT2014 〜番外編TOUR〜 」
- 2014年03月03日 - QUATTRO MIRAGE vs @JAM vol.1
- 2014年03月22日 - BEA × Zepp Fukuoka presents FX2014
- 2014年03月23日 - MUSIC CUBE 14
- 2014年04月15日 - アルカラ LIVE DVD「20131124〜むにむになるままに JAPAN TOUR〜」発売記念ライブ"むにむにの花が咲いてからというもの"
- 2014年04月17日 - パスピエ presents 「印象C」
- 2014年04月23日 - ペトロールズ「SIDE BY SIDE」
- 2014年06月07日 - SAKAE SP-RING 2014
- 2014年06月19日 - THE NOVEMBERS TOUR – The World Will Listen –
- 2014年06月20日・22日 - テスラは泣かない。presents High noble MATCH!
- 2014年07月15日 - ピエール中野 47都道府県ドラムを叩いてまわるツアー 2014
- 2014年07月21日 - AOMORI ROCK FESTIVAL '14 〜夏の魔物〜
- 2014年07月26日 - the pillows 25th Anniversary NEVER ENDING STORY "ROCK AND SYMPATHY TOUR"
- 2014年09月12日 - 独創と空間〜髭とOGRE
- 2014年10月26日 - BOROFESTA 2014
- 2014年11月02日 - 大阪芸術大学学園祭 Road Show
- 2014年11月11日 - GLICO LIVE "NEXT" SPECIAL
- 2014年11月21日 - スペースシャワー列伝 100巻記念公演 第121巻 波波波の宴
- 2014年12月11日 - 黒木渚 対バンツアー「六人一首」
- 2015年02月21日 - Dance,don't run! vol.2
- 2015年03月28日 - IMAIKE GO NOW 2015
- 2015年03月29日 - ABENO CIRCUS'15
- 2015年04月10日 - VINTAGE ALIVE 2015
- 2015年04月26日 - ARABAKI ROCK FEST.15
- 2015年06月13日 - バッジと音楽 in TOKYO 〜Six Cent Press.jp 10th Anniversary Party〜
- 2015年07月08日 - 髭 presents ファニーバニー! とテキーラ! テキーラ!
- 2015年07月13日 - the pillows presents テキーラ! テキーラ! とファニーバニー!
- 2015年10月10日 - MINAMI WHEEL 2015 EXTRA EDITION
- 2015年12月17日 - Shiggy Jr. presents 「なんなんスかこれ。vol.3」
- 2015年12月28日 - FM802 ROCK FESTIVAL RADIO CRAZY 2015
- 2016年03月12日 - Yogee New Waves presents Dreamin' Night 3
- 2016年03月26日 - IMAIKE GO NOW 2016
- 2016年05月26日・27日・29日 - Barbate Rock 5th Anniversary 〜Hige Mirage〜 Powered by QUATTRO MIRAGE
- 2016年07月10日 - OUR FAVORITE THINGS 2016
- 2016年07月17日 - JOIN ALIVE 2016
- 2016年08月06日 - ROCK IN JAPAN FESTIVAL 2016
- 2016年08月20日 - 踊ってばかりの国 主催『彩色 vol.3』
- 2016年11月10日 - SHINJUKU LOFT 40TH ANNIVERSARY『NIGHT ON THE PLANET!』
- 2016年12月18日 - NAGANO CLUB JUNK BOX 17th Anniversary『テキーラ！テキーラ！とファニーバニー』
- 2016年12月22日 - Analogfish Presents「VS」
- 2017年02月14日～02月28日 - フルカワユタカ『And I'm a Rock Star TOUR extra』(acoustic live)(須藤のみ)(4公演)
- 2017年04月20日 - Umeda Club Quattro 5th Anniversary
- 2017年07月15日 - JOIN ALIVE 2017
- 2017年10月20日 - プププランド『プププインザワンダーランド3』
- 2017年11月03日 - 第71回愛大祭ライブ
- 2018年02月17日 - A FLOOD OF CIRCUS 2018
- 2018年02月28日 - フルカワユタカpresents「2x28」(須藤のみ)
- 2018年03月02日 - 貴ちゃんナイトvol.10 ～35th Anniversary Edition～
- 2018年03月24日 - IMAIKE GO NOW 2018
- 2018年04月13日 - 百々和宏 presents『Rock, Talk, Smoke….Drunk? Vol,4』(須藤のみ)
- 2018年04月29日 - ARABAKI ROCK FEST.18
- 2018年07月31日 -『百獣vs髭』
- 2018年08月13日 -『cozy party』（斉藤と須藤によるレコード＆トークショー）
- 2018年08月23日 -『UMEDA CLUB QUATTRO presents “TURNOVER”』
- 2018年09月07日 -『ROCKA vol.5』
- 2018年09月22日 - りんご音楽祭2018
- 2018年10月13日 - 木下理樹生誕祭2018～BAN NEN～(須藤のみ)
- 2018年10月31日 - フルカワユタカ presents 5×20 additional「PlayWith tour 2018」
- 2018年11月07日 - 大木温之(ピーズ)×須藤寿(髭) Guitar:會田茂一 カオス・フィーバー! 2マンスペシャル!!(須藤のみ)
- 2018年11月11日 - NORDISK CAMP SUPPLY STORE by ROOT presents「THE PARTY Vol.2」(須藤のみ)
- 2018年12月03日 - 大アイゴン祭 (須藤・斉藤が出演)
- 2018年12月28日 - FM802 ROCK FESTIVAL RADIO CRAZY 2018 (「CRAZY MAN CLUB BAND」のVOCALISTとして須藤が出演)
- 2019年02月01日 - OFF-SIDE「髭×Yap!!!-2Man show!!!-」
- 2019年02月28日 - フルカワユタカ×須藤寿 生誕祭III（須藤のみ）
- 2019年03月01日 -『cozy party』（斉藤と須藤によるレコード＆トークショー第2回）
- 2019年05月24日 - BRADIO 47都道府県ツアー『IVVII Funky Tour』
- 2019年06月09日 - 百々和宏 presents『Rock, Talk, Smoke…. Drunk? Tour2019(仙台)』(須藤のみ)
- 2019年06月21日 - ザ50回転ズ『Versus!Versus!Versus!』
- 2019年07月05日 - OFF-SIDE「髭×TENDOUJI-2Man show-」
- 2019年07月14日 - GFB'19 (つくばロックフェス)
- 2019年07月18日 - Nagoya Club Quattro 30th Anniversary“New Direction 2019”（w/ストレイテナー）
- 2019年07月20日 - 夏ノ陣 2019 RETURN TO NATURAL（w/踊ってばかりの国）
- 2019年08月25日 - ヘルシンキラムダクラブ結成6周年記念イベント『Everybody Wants Help!!～after party～』
- 2019年11月06日 - 奇妙礼太郎×須藤寿(髭) カオス・フィーバー! 2マンスペシャル!!(須藤のみ)
- 2019年11月07日 - Gateballers 3rd ALBUM「Infinity mirror」レコ発ファイナル
- 2019年11月10日 - NORDISK CAMP SUPPLY STORE by ROOT presents「THE PARTY Vol.3」(須藤のみ)
- 2019年11月16日 -「髭・須藤寿の千波湖ちゃぷちゃぷ(仮)」300回直前記念公開収録＆タワーレコード水戸OPA店インストア・アコースティックライブ
- 2019年11月22日 -『cozy party』（斉藤と須藤によるレコード＆トークショー第3回）
- 2020年05月22日 - RemoTE HiGE（髭YouTubeオフィシャルチャンネルでの髭メンバー4人のトーク生配信(第1回)）
- 2020年06月13日 - RemoTE HiGE（髭YouTubeオフィシャルチャンネルでの髭メンバー4人のトーク生配信(第2回)。フィリポがゲスト出演）
- 2020年07月25日 - MUSIC DON'T LOCKDOWN グランドフェスvol.3（いとうせいこう発起のオンラインフェス。須藤、斉藤が會田茂一と共に髭(HiGE)スペシャルSETとして出演）
- 2020年7月25・30・31日、8月10日 - いいYouだな 温泉（YouTube音楽バラエティ番組。須藤がトークや銭湯ライブで出演）
- 2020年07月31日 - オンガクミンゾク Vol.1（フルカワユタカ主催のストリーミングライブ番組。須藤がゲストで出演）
- 2020年08月08日 - RemoTE HiGE（髭YouTubeオフィシャルチャンネルでの髭メンバー4人のトーク生配信(第3回)）
- 2020年09月24日 - 百々和宏 presents『Rock, Talk, Smoke….Drunk？ 配信版 vol.5』(須藤のみ)
- 2020年10月04日 - ゴメス with ピルバグス and HOBBIT-20 ワンマンライブ (須藤がゲストボーカルで出演)
- 2020年11月27日 - RemoTE HiGE vol.4（髭YouTubeオフィシャルチャンネルでの髭メンバー4人のトーク生配信(第4回)）
- 2020年11月28日 - 野楽 -yagaku- (須藤がMAIN ARTISTで出演)
- 2020年12月12日 - BOOGIETOWN vol.5 (須藤のみ)
- 2021年02月07日 - TIME TO FUZZ（須藤のみ）
- 2021年02月28日 - フルカワユタカ×須藤寿『SEITANSAIV』(須藤のみ。昼:有観客LIVE、夜:有観客配信LIVEの2回公演)
- 2021年04月14日 - 稲村太佑弾き語り2マンシリーズ「ふたりごえ」#2（須藤のみ）
- 2021年09月23日 - 心斎橋JANUS10周年やり直し興行『ドミコと髭』
- 2021年11月10日 - RemoTE HiGE（髭YouTubeオフィシャルチャンネルでの髭メンバー4人のトーク生配信(第5回)）
- 2021年12月25日 -『STEP by STEP』
- 2022年02月28日 - フルカワユタカ×須藤寿『SEITANSAIVI』(須藤、斉藤が出演。有観客配信LIVE)
- 2022年04月15日 - フルカワユタカ×須藤寿『SEITANSAIVIの2ヶ月後』(須藤のみ)
- 2022年09月30日 -『cozy party』（斉藤と須藤によるレコード＆トークショー第4回）
- 2022年12月30日 -『cozy party』（斉藤と須藤によるレコード＆トークショー第5回）
- 2023年01月29日 - フルカワユタカ ソロ10周年記念イベント『10×25』（須藤のみ）
- 2023年02月26日 - 歌と喫茶の"せってん" (須藤のみ。純喫茶でのトーク＆弾き語りライブ)
- 2023年02月28日 - フルカワユタカ×須藤寿『SEITANSAIVII 東京公演』(須藤のみ)
- 2023年03月01日 - フルカワユタカ×須藤寿『SEITANSAIVII 大阪公演』(須藤のみ)
- 2023年03月26日 - 夜の本気ダンス presents「KYOTO-O-BAN-DOSS」
- 2023年08月27日 - RUSH BALL 2023 25years Goes On!
- 2023年10月09日 - FM802 MINAMI WHEEL 2023
- 2023年12月22日 -『cozy party』（斉藤と須藤によるレコード＆トークショー第6回）
- 2024年02月28日 - フルカワユタカ×須藤寿『SEITANSAIVIII 東京公演』(須藤のみ)
- 2024年03月01日 - フルカワユタカ×須藤寿『SEITANSAIVIII 大阪公演』(須藤のみ)
- 2024年05月16日 - 危険なふたり（須藤と氏原ワタル(DOES)による弾き語り公演）
- 2024年06月21日 -『cozy party』（斉藤と須藤によるレコード＆トークショー第7回）
- 2024年07月02日 - THE SUN ALSO RISES vol.276（須藤と渡邊忍(ASPARAGUS)による弾き語り公演）
- 2024年07月17日 - 大人のカンケイ（大木温之(ピーズ)と須藤による弾き語り公演）
- 2024年08月06日 - Super Natural Acoustic vol.1 (出演：WINO/川上洋平/須藤寿 須藤が弾き語りで出演)
- 2024年08月11日 - NAGOYA CLUB QUATTRO 35th Anniversary『rendezvous』(出演：髭/家主）
- 2024年09月06日 - エレキ大浴場46（須藤寿／堕落モーションFOLK2／米田貴紀(夜の本気ダンス)による弾き語り公演）
- 2024年11月02日 - Momokazuhiro presents "DRUNK 52"（百々和宏バースデーイベント。須藤が出演）
- 2024年12月23日 -「須藤寿(髭) × 佐々木健太郎(Analogfish)」（弾き語り公演）
- 2025年02月14日 - 初恋の嵐 西山達郎生誕祭～初恋の嵐カモンアゲイン!2025～ (須藤がゲストボーカルで出演)
- 2025年02月22日～02月25日 - SEITANBOYZ 生誕前夜祭 ～「僕がポールなら君はジョンだ」ってやっぱりクレイジー？(3公演)(須藤のみ)
- 2025年02月28日 - フルカワユタカ×須藤寿『SEITANSAIIX』(須藤のみ)
- 2025年04月13日 - エレキレストラン133（須藤寿／米田貴紀(夜の本気ダンス)による弾き語り公演）
- 2025年04月28日 - 初恋の嵐とKhaki (須藤がゲストボーカルで出演)
- 2025年05月05日～06月01日 - WEEKENDS (須藤寿／佐々木健太郎(Analogfish)による弾き語り公演)(10公演)
- 2025年10月12日 - Now2（須藤と百々和宏(MO'SOME TONEBENDER)による弾き語り公演）
- 2025年10月30日 - 夜の本気ダンス presents「O-BAN-DOSS」大阪公演

## 出演
- 爆音アトモス(スペースシャワーTV：2007年4月〜2007年9月)

コーナー「髭の鬣」を担当
- MUSIC FREAKS(FM802)

隔週でラジオDJを担当（須藤のみ）
- 髭・須藤寿の『出島のあなたと』(FM長崎：2014年3月1日～2015年3月28日)

須藤が毎回電話で出演
- 髭・須藤寿の千波湖ちゃぷちゃぷ(仮)(IBS茨城放送(LuckyFM 茨城放送)：2014年4月2日～2022年9月24日)

須藤とコテイスイまたは斉藤がパーソナリティを担当

## インタビュー・対談
- 日時不明 - 須藤 寿 (髭：HIGE) / INTERVIEW（sdm.）[4]
- 2008年 - PREMIUM -髭(HiGE) 『Electric』 Interview（New Audiogram）[5]
- 2009年 - D.I.Y.H.i.G.E 髭 (Hige) インタビュー（New Audiogram）[6]
- 2011年- 髭（HiGE）アーチスト・インタビュー[7]
- 2013年 -  ツアーファイナルを前に髭の須藤寿(vo&g)が“平熱の狂気”を語る[8]
- 2014年 - 「今年はライブで髭を再構築していこうと思います」（ぴあ関西版）[9]
- 2018年 - 髭・宮川トモユキ／斉藤祐樹／佐藤“コテイスイ”康一、新作を肴に語るロックンロールに囚われたバンドの〈核〉と現在地（Mikiki）[10]
- 2018年 - 髭・須藤寿インタヴュー（前編）：友達のいない学生時代、どこにも属せなかった異色のバンドはいかにして転機を掴んだのか?（Mikiki）[11]
- 2018年 - 須藤寿インタヴュー（後編）：髭よ永遠なれ――バンド崩壊の危機と盟友フィリポとの別れ…異色のロック・バンド15年の物語（Mikiki）[12]
- 2018年 - 髭 “20代の頃は40代になっても髭をやっているなんて思わなかった” 須藤寿が語る　ーー今、そしてこの先へのゆるやかな展望（SPICE）[13]
- 2018年 - デビュー15周年を迎えた髭のフロントマン・須藤寿が振り返るバンドと共に過ごした15年間（Qetic）[14]
- 2018年 -  髭 須藤寿が明かす、15周年迎えたバンドの今「自分たちがカッコいいと思うことだけをやりたい」(Real Sound)[15]
- 2018年～2019年 - 黒ひげMikiki一髪（Mikiki）[16]

- 2020年 - Interview | 須藤寿&斉藤祐樹（髭） 新作『ZOZQ』で聴かせる浮遊感のあるギター・ワーク（ギターマガジン）[17]
- 2021年 - Interview | 須藤寿&斉藤祐樹（髭）【前編】 “催眠＝Hypnotique”を掲げた『HiGNOTIQE』（ギター・マガジン）[18]
- 2021年 - Interview | 須藤寿＆斉藤祐樹（髭）【後編】 『HiGNOTIQE』で目指した“たゆたう” 音世界（ギター・マガジン)[19]
- 2021年 - 「今のフロアとテンションが一緒になりたい。そう考えて、ゆらゆら揺れる聴ける方向へシフトしていった」（ぴあ関西版）[20]
- 2022年 - 髭・須藤寿が20周年を前に語った現在地と自らの核心とは（SPICE）[21]

- 2023年 - 曲を書きたいっていう熱が冷めない。むしろ今、さらに面白くなっちゃってる。（BEA VOICE WEB）[22]
- 2024年 - 「コンセプトなし」がコンセプト！ 下北沢SHELTERで9カ月連続マンスリーワンマンいよいよ始動！（Rooftop）[23]